# Moritz Leuenberger
Moritz Leuenberger (Biel/Bienne, cantón de Berna, Suiza, 21 de septiembre de 1946) es un político suizo, miembro del Partido Socialista Suizo y exconsejero federal. Originario de la comuna de Rohrbach. Ejerció de abogado de 1972 a 1991 y presidió la asociación suiza de inquilinos.

## Carrera política
Fue miembro del concejo municipal de Zúrich desde 1974 hasta 1983 y luego fue elegido al Consejo Nacional en 1979. En 1991, es elegido consejero de estado del cantón de Zúrich. Allí dirige el departamento de Interior y Justicia. Acumuló dos mandatos hasta 1995. 
El 27 de septiembre de 1995, es elegido al Consejo Federal, en donde queda encargado de la dirección del Departamento Federal de Medio Ambiente, Transportes, Energía y Comunicaciones (DATEC) desde el 1 de noviembre de 1995. 
Fue presidente de la confederación en 2001 y 2006 y vicepresidente en 2000, 2005 y 2010. El 9 de julio de 2010, Leuenberger presentó su retiro del consejo federal para finales de año. Tras la renuncia de Hans-Rudolf Merz, Leuenberger decide avanzar su retiro a la misma fecha que su colega para evitar la preparación de dos votaciones diferentes.